# Superliga de fútbol femenino 2004-05
La Superliga de fútbol 2004-05 fue la XVII edición de la Primera División Femenina de España, organizada por la RFEF.
El Athletic Club ganó el trofeo por tercera vez consecutiva, algo que hasta entonces nunca había ocurrido. Fue además campeón invicto.

## Clasificación final
| Pos | Equipo                | J  | G  | E | P  | GF | GC  | PTS |
| --- | --------------------- | -- | -- | - | -- | -- | --- | --- |
| 1   | Athletic Club         | 26 | 20 | 6 | 0  | 77 | 15  | 66  |
| 2   | Levante UD            | 26 | 20 | 3 | 3  | 74 | 18  | 63  |
| 3   | RCD Espanyol          | 26 | 18 | 3 | 5  | 92 | 46  | 57  |
| 4   | AD Torrejón CF        | 26 | 17 | 4 | 5  | 52 | 28  | 55  |
| 5   | CD Híspalis           | 26 | 15 | 4 | 7  | 67 | 32  | 49  |
| 6   | CFF Puebla            | 26 | 13 | 4 | 9  | 55 | 37  | 43  |
| 7   | Rayo Vallecano        | 26 | 11 | 1 | 14 | 53 | 54  | 34  |
| 8   | CE Sabadell           | 26 | 8  | 5 | 13 | 59 | 63  | 29  |
| 9   | FC Barcelona          | 26 | 8  | 5 | 13 | 42 | 59  | 29  |
| 10  | Oviedo Moderno        | 26 | 6  | 5 | 15 | 27 | 57  | 23  |
| 11  | SD Lagunak            | 26 | 5  | 7 | 14 | 23 | 50  | 22  |
| 12  | CFF Estudiantes       | 26 | 5  | 5 | 16 | 42 | 64  | 20  |
| 13  | CF Pozuelo de Alarcón | 26 | 4  | 4 | 18 | 24 | 75  | 16  |
| 14  | Nª Señora de Belén    | 26 | 3  | 2 | 21 | 22 | 111 | 11  |

|  | Clasificación para Copa de la UEFA Femenina y la Copa de la Reina |
|  | Clasificación para la Copa de la Reina                            |
|  | Desciende a Primera Nacional                                      |